# Alto Paraíso (Rondônia)
Alto Paraíso is een gemeente in de Braziliaanse deelstaat Rondônia. De gemeente telt 17.569 inwoners (schatting 2009).
De gemeente grenst aan Candeias do Jamari, Ariquemes, Rio Crespo en Porto Velho.